# Loreley Friedmann Volosky
Loreley Friedmann Volosky (Santiago, 30 de junio de 1926 - Copenhague, 22 de abril de 2015) fue una abogada y académica chilena. Profesora de la Facultad de Derecho de la Universidad de Chile y experta en criminología.

## Primeros años
Loreley Friedmann Volosky nació en la comuna de Ñuñoa, Santiago, el 30 de junio de 1926. Hija de Israel Friedmann y Ana Volosky, ambos judíos provenientes del sur de Rusia, que al igual que muchos judíos, escapaban de las persecuciones antisemitas y los Pogromos antijudíos en el Imperio ruso.
Loreley posteriormente cursaría estudios superiores en la Facultad de Derecho de la Universidad de Chile, reicibiendo en grado académico de Licenciado en Ciencias Jurídicas y Sociales el 2 de agosto de 1950, para luego prestar juramento como abogado ante la Corte Suprema de Chile el día 25 de agosto de 1950.

## Carrera judicial y académica
Entre 1951 y 1952 ejercería el cargo de juez de letras, para luego reincorporarse a su alma mater como directora ad honorem del Centro de Investigaciones Criminológicas, extinto centro de investigación creado en 1957 bajo la rectoría del profesor Juan Gómez Millas, fundado por el profesor Israel Drapkin, quien posteriormente crearía un instituto de la misma índole en la Facultad de Derecho de la Universidad Hebrea de Jerusalén, en Israel.
En ese centro se desempeñó hasta el mes de octubre de 1973, fecha en la que es expulsada de la universidad por las autoridades militares de la época, quienes tomaron el control del país y de la mencionada casa de estudios tras el Golpe de Estado en Chile de 1973. El fundamento de la exoneración fue el “evitar el uso de la función universitaria con fines proselitistas y sectarios”, según dispuso el Decreto N.º 16.835 de 15 de diciembre, firmado por el Rector delegado César Ruiz Danyau, comandante en jefe de la Fuerza Aérea de Chile.
Posteriormente la profesora Friedmann se exiliaría en Europa, específicamente en Dinamarca, donde realizaría varios estudios y trabajos académicos.
En 1993, retornaría al país, siendo nombrada como profesora adjunta del Departamento de Ciencias Penales de la Facultad de Derecho de la Universidad de Chile, donde se hizo cargo de labores de docencia e investigación en el campo de la criminología. En dicho lugar sería formadora de numerosos académicos e investigadores en el área de la criminología, dirigendo más de 40 memorias o tesis.
El año 2007, la profesora Friedmann vuelve al Dinamarca, lugar donde continuanba viviendo una de sus hijas, allí ejerció labores de docencia e investigación hasta el año 2010. 
El 22 de abril de 2015, la profesora Friedmann fallece en la ciudad de Copenhague, a los 88 años de edad.

## Familia
Loreley Friedmann es hermana de la escritora chilena, Judith "Tita" Friedmann, y tía del asesinado Raúl Pellegrin Friedmann, fundador y uno de los principales líderes del Frente Patriótico Manuel Rodríguez.

## Publicaciones
- Estudio de la personalidad de mujeres delincuentes y de diversos grupos de mujeres que no han estado en conflicto con la justicia en Chile. Ed. Jurídica de Chile, Santiago de Chile. (1950)
- Represión Diferencial
- La Cárcel como Factor Criminógeno
- Justicia Restaurativa
- Construcción de Miedo a la Delincuencia en Chile